# Sottostazione elettrica di Peretola

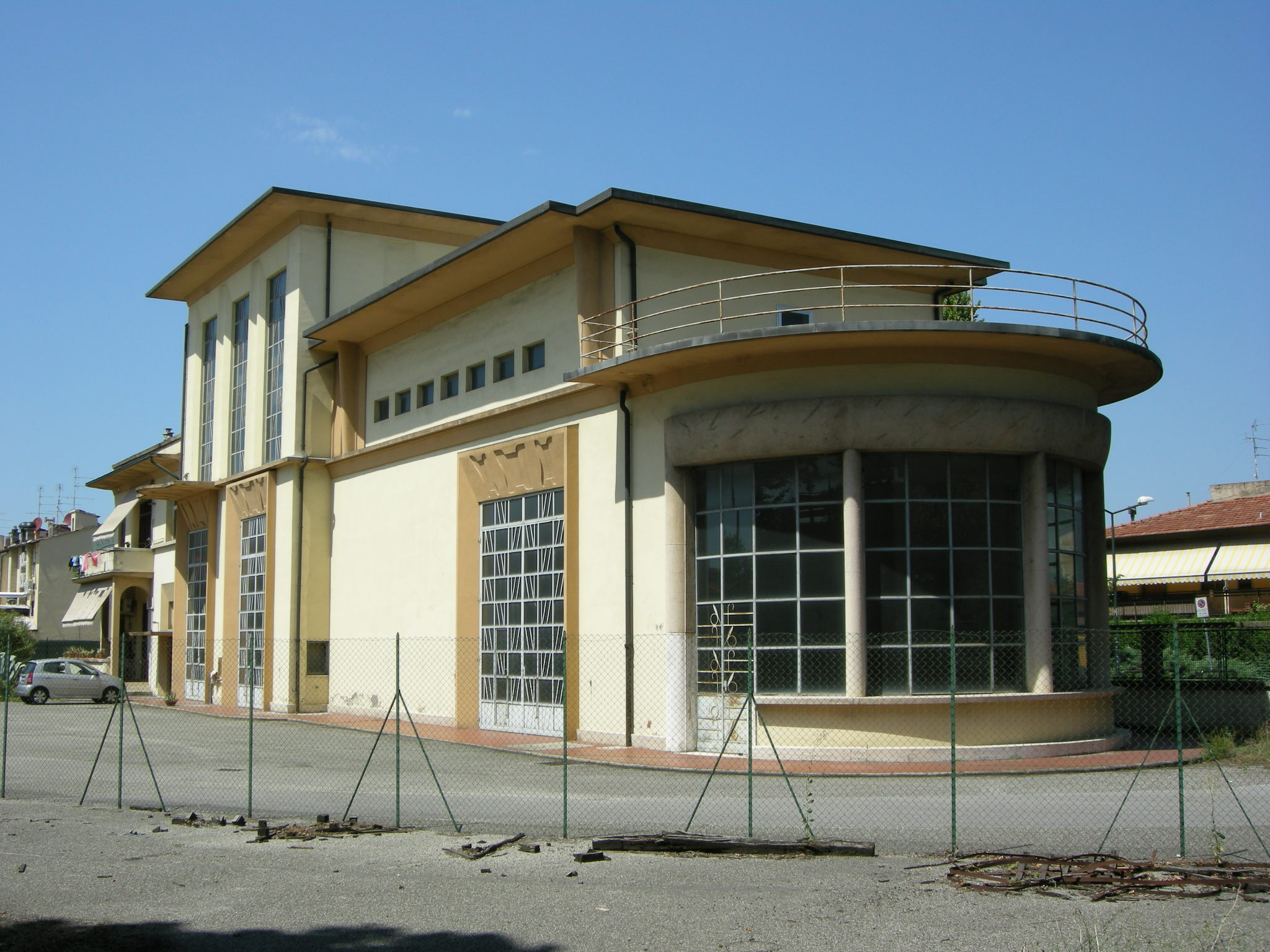
Sottostazione elettrica di Peretola

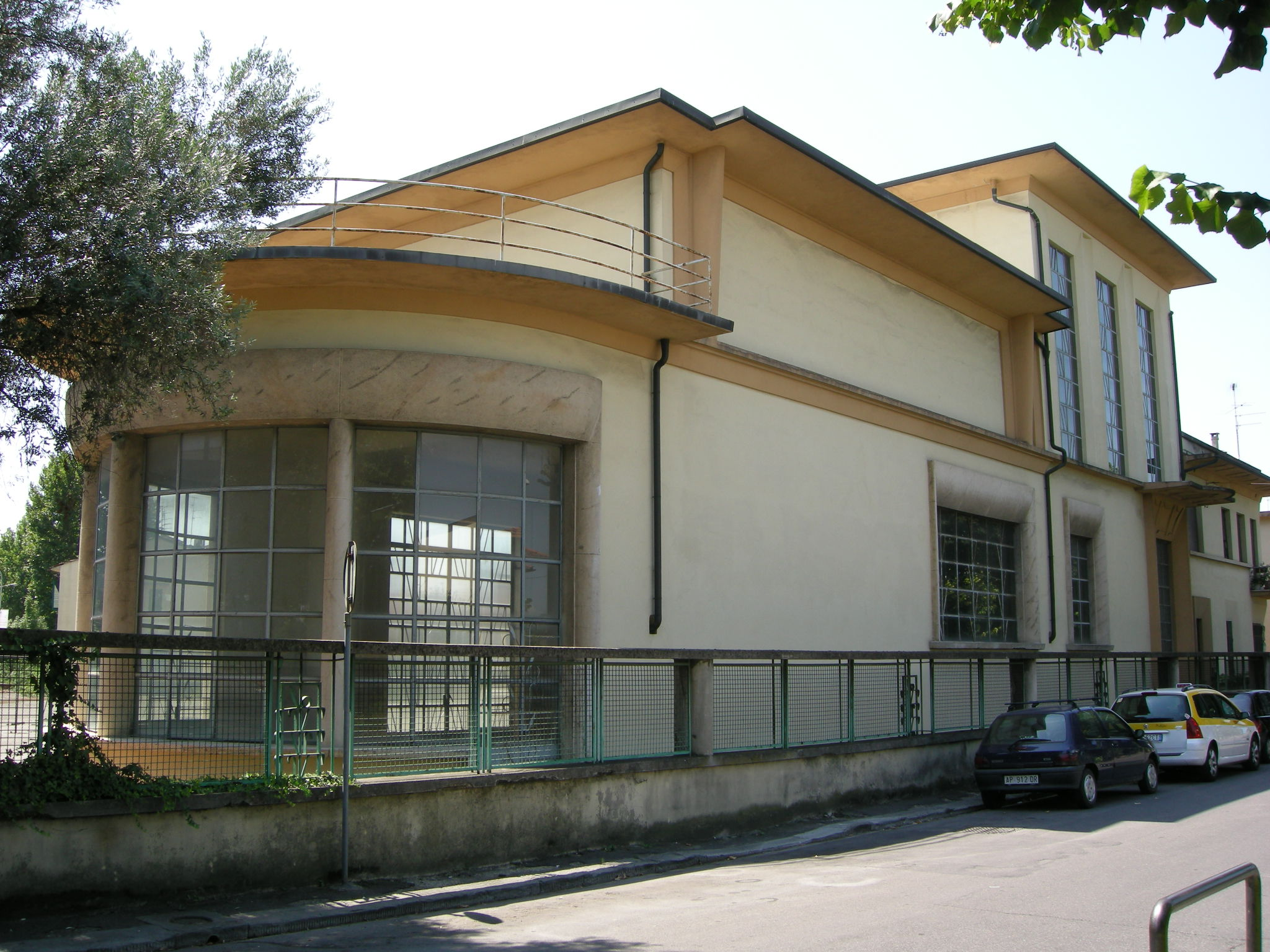
Sottostazione elettrica di Peretola

La sottostazione elettrica di Peretola si trova in via de' Vespucci 15, angolo via Pistoiese, zona Peretola, a Firenze. Sorge isolata in un lotto a cuneo nel punto in cui la strada provinciale, una delle arterie urbane maggiormente congestionate dalla viabilità, si interseca con passante ferroviario. L'ingresso è posto nella meno trafficata via dei Vespucci, caratterizzata da una serie di case a schiera e dai vialetti alberati lungo il canale Macinante.

## Storia
Nel 1933 la Società Elettrica del Valdarno, che all'epoca costituiva l'ente primario per la gestione della rete elettrica in Toscana con sede amministrativa a Firenze, si occupò della ricostruzione della cabina elettrica di trasformazione di Peretola distrutta da un incendio il 6 giugno 1932.
L'incarico della progettazione fu affidato all'ing. Benetti, il quale probabilmente per gli impianti tecnologici impiegò una tipologia costruttiva già sperimentata nella realizzazione di altre centrali elettriche, così come era consuetudine fare per la progettazione di insediamenti analoghi e per la stessa società. Venne realizzata in meno di un anno ed inaugurata in presenza delle autorità cittadine il 31 ottobre 1933.
La sottostazione comprendeva oltre agli impianti tecnologici all'aperto anche il fabbricato tuttora esistente.
I trasformatori ad alta tensione erano situati all'aperto con annessi dei locali in muratura per gli organi di comando e diramazione delle linee per i diversi centri di distribuzione. Tale impianto all'epoca fu dotato dei più avanzati congegni per consentire un miglioramento del servizio mediante il potenziamento e la razionalizzazione della distribuzione dell'energia elettrica su un vasto ambito territoriale lungo le linee di Rifredi, Peretola, Prato e Carmignano. Inoltre la cabina di Peretola era destinata a servire il nascente quartiere industriale di Rifredi e ad alimentare le pompe dei pozzi dell'acquedotto comunale di Mantignano.
Negli anni Cinquanta il complesso degli impianti tecnologici della cabina è stato trasferito in un'area a sud della via Pistoiese e l'edificio ha subìto l'addizione di un volume mediante la sopraelevazione di un piano dell'alloggio per dipendenti. Negli anni successivi l'edificio è stato destinato anche ad ospitare documenti di archivio della società fino al 1997, quando l'archivio storico dell'Enel è stato trasferito nella sede di piazza Badia a Ripoli. Attualmente l'immobile è adibito a deposito mentre l'area di pertinenza è utilizzata come autoparco e deposito materiale. La costruzione malgrado la perdita dell'originaria destinazione d'uso, si presenta discretamente conservata essendo stata negli anni periodicamente sottoposta ad interventi di manutenzione.

## Architettura

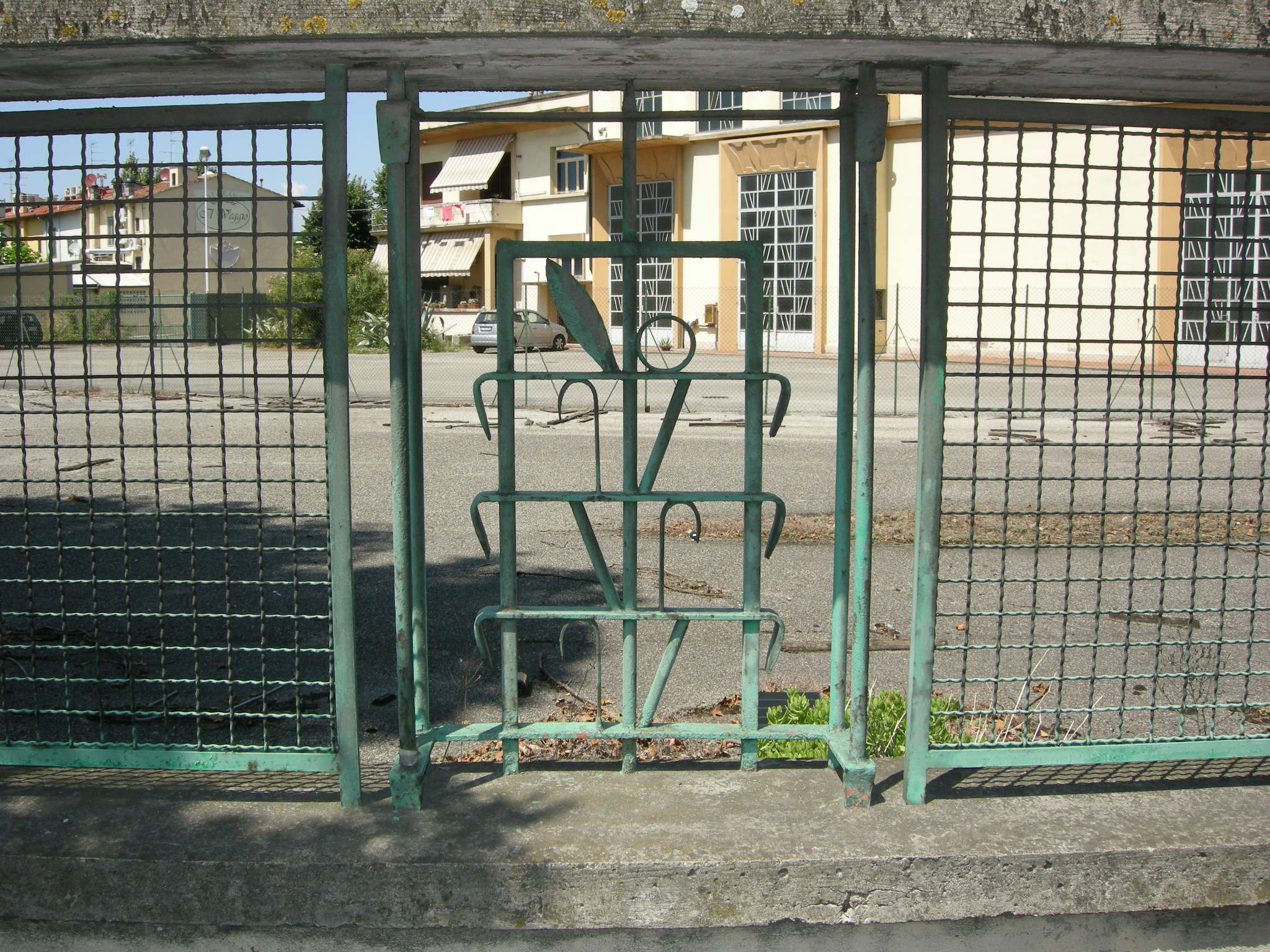
Decorazione della ringhiera

L'edificio, localizzato al margine nord dell'area, presenta un impianto planimetrico di forma rettangolare allungata con due angoli arrotondati.
Il volume centrale di maggiore altezza accoglieva al suo interno una sala interruttori direttamente collegata mediante un binario alla sottostazione all'aperto. Per la necessità di alloggiare a quota del primo piano specifici impianti di sollevamento, i calcoli strutturali per la realizzazione dei solai furono svolti considerando il massimo carico. Nell'ala ovest ad un piano era situato l'alloggio del personale e al primo piano, nel blocco ad est del volume principale, gli uffici. Un volume a sezione cilindrica interamente vetrato con copertura piana a terrazza conclude l'estremità est del fabbricato.
Gli ambienti di lavoro sono illuminati da ampie aperture a vetri con infissi in ferro decorati a motivi geometrici. Quelle sul fronte principale verso via de'Vespucci presentano larghe cornici in calcestruzzo trattato ad effetto travertino, mentre sull'altro prospetto le vetrate sono arricchite da disegni che ricorrono anche nell'intradosso delle solette aggettanti delle coperture e delle pensiline sopra gli ingressi.
Sotto l'aspetto formale l'oggetto si caratterizza sia per la qualità degli elementi di finitura che per l'articolazione dei volumi.